# Rhinella arborescandens
Rhinella arborescandens és una espècie de gripau arborí de la família dels bufònids del Perú. Va ser descrit com Bufo arborescandens per William E. Duellman i Rainer Schulte el 1992.
El seu hàbitat natural són els paisatges montans de la selva pluvial, on viu en bromèlias i fulles de palmera.

## Distribució
Només se'l coneixia de la localitat tipus (5 km al nord-est de Mendoza, Amazonas, Perú), ca. 2400 m de desnivell, però se l'ha observat igualment a la província de Bongará, regió d'Amazones, i el bosc de protecció d'Alto Mayo, província de Rioja, regió de San Martín.
El 2018 va serlassificat com a en perill d'extinció perquè la seva extensió d'ocurrència és de 2.507 km², es troba en tres llocs definits per amenaces i hi ha una disminució continuada de la superfície i la qualitat del seu hàbitat als Andes del nord del Perú.